# Mycena nargan
Mycena nargan es una especie de hongo basidiomiceto de la familia Mycenaceae.

## Descripción
Fue descrito por primera vez en el año 1995 por los micólogos Tom May y Bruce Fhürer, es característico de Australia, la forma del sombrero (píleo) es acampanada y mide hasta 2 centímetros de diámetro, es de color marrón oscuro y tiene algunas manchas blancas, el tallo es de color amarronado, mide hasta 3 centímetros de largo y el grosor es de hasta 3 milímetros.
Crece solo o en grupos entre la madera podrida de los eucaliptos en zonas húmedas y sombreadas, son sapofritos.